# Lars Andreas Larssen
Lars Andreas Larssen (* 27. März 1935 in Melbu in der Kommune Hadsel, Nordland; † 29. Januar 2014 in Oslo) war ein norwegischer Schauspieler und Moderator.

## Leben
Larssen debütierte 1958 am Folketeatret in dem Stück Cherrys have. Anschließend war er in dem Zeitraum von 1959 bis 1962 am Rogaland Teater tätig, und ab 1968 am Nationalteatret angestellt. Larssen etablierte sich schnell zu einer der wichtigsten zentralen Personen am Torshovteatret, wo er vor allem als Komiker in Dario Fos Stück Vi betaler ikke für Aufmerksamkeit sorgte. Des Weiteren spielte er dort in mehreren Ibsen-Stücken mit.
Seine Filmrolle als Schauspieler hatte er 1957 in dem Film Soweit die Kräfte reichen (Ni liv), jedoch zunächst nur in einer Nebenrolle. Seine erste zentrale Rolle hatte er als Bischofssohn Leif Helmer in dem Film von 1959 Der Herr und seine Diener (Herren og hans tjenere) und ´1983 als Bürgermeister Die Piraten (Piratene). Ansonsten wirkte Larssen meist er in mehr oder weniger wichtigen Nebenrollen bei mehreren norwegischen Filmen mit.
Im norwegischen Fernsehen wurde er seine größte Bekanntheit durch seine Rolle als Rektor in der Familienserie Borgen skole vom NRK im Zeitraum 1988 bis 1991 bekannt. Ebenso sorgte er für größere Aufmerksamkeit in der Rolle als der «Weise im Turm» in der Wettspielshow-Serie Fangene på fortet, der norwegischen Version von Fort Boyard, die Mitte der 1990er Jahre beim TV3 startete.
Gemeinsam mit seiner damaligen Frau Sonja Lid begann er 1962 ein Friedensbüro (Fredskontoret) in Stavanger zu gründen und anschließend in weiteren Städten.
Für negatives Aufsehen und kritische Stimmen sorgte Larssen im Jahr 2004, als ihm vorgeworfen wurde, in der Fernsehshow Team Antonsen Teilnehmer verbal angegriffen zu haben. Bei dieser Sendung hatte er die Erfolge der Kandidaten mit entsprechenden Kommentaren versehen, was die Mehrzahl der Zuschauer als herablassend oder beleidigend interpretierte. Aufgrund der Reaktionen kam es im Anschluss zu einer weiteren Fernsehdebatte, mit Larssen und den Moderator Kristopher Schau in der Sendung Redaksjon EN vom NRK1. Larssen wurde daraufhin in den norwegischen Medien aufgefordert, sich öffentlich dafür zu entschuldigen; man bezeichnete ihn und seine Shows auch als veraltet. Zu dieser Zeit wusste aber noch niemand von seiner Erkrankung.
Ab Ende 2004 zog er sich langsam aus der Öffentlichkeit zurück; 2005 trat er zum letzten Mal auf.
Im August 2007 gab seine Ehefrau Monna Tandberg in den norwegischen Medien bekannt, dass Larssen seit längerer Zeit an der Alzheimer-Krankheit leide und dass sich schon 2003 die ersten Symptome bei ihm bemerkbar gemacht hätten. Seine Frau wollte damit in der Öffentlichkeit Verständnis für ihren Mann suchen sowie aber auch für die Akzeptanz zu den allgemeinen Umgang mit Alzheimer-Patienten und deren Angehörigen werben.
2008 wurde in seinen Heimatort Melbu eine Büste von ihm aufgestellt und von seiner Schwester, der Politikerin Trude Drevland eingeweiht.
Larssen starb im Schlaf am 29. Januar 2014 in einem Osloer Pflegeheim, im Alter von 78 Jahren an den Folgen seiner Alzheimer-Erkrankung.

## Familie
Larssen war der Bruder der norwegischen Politikerin Trude Drevland. Er war der Vater des Schriftstellers Vetle Lid Larssen und des Filmemachers Gaute Lid Larssen, die aus seiner ersten Ehe mit der Schauspielerin und Schriftstellerin Sonja Lid stammten. Mit der Schauspielerin Thrine Naumann war er anschließend verheiratet und hatte mit ihr einen gemeinsamen Sohn, den Hip-Hop-Rapper Lars Larssen Naumann, Mitglied des Musikduos Multicyde. Nach der Scheidung von Thrine Naumann heiratete er die Schauspielerin Monna Tandberg.

## Filmografie
- 1957: Soweit die Kräfte reichen (Ni liv)
- 1959: Der Herr und seine Diener (Herren og hans tjenere)
- 1970: Døden i gatene
- 1970: Douglas
- 1971: Rødblått paradis
- 1972: Lukket avdeling
- 1973: Anton
- 1973: Brannen
- 1973: Kanarifuglen
- 1974: Bortreist på ubestemt tid
- 1975: Faneflukt
- 1977: Karjolsteinen
- 1977: Kosmetikkrevolusjonen
- 1978: Pøbel
- 1978: Operasjon Cobra
- 1979: Kjærleikens ferjereiser
- 1979: Ingen roser...
- 1979: Rallarblod
- 1980: Belønningen
- 1980: Nedtur
- 1981: Die Hexe von Laupstad (Forfølgelsen)
- 1981: Hinrichtung eines Lehrers (Martin)
- 1981: Sølvmunn
- 1983: Die Piraten (Piratene)
- 1984: Høvdingen
- 1985: Noe helt annet
- 1986: Nattseilere
- 1993: Secondløitnanten
- 1995: Kjærlighetens kjøtere
- 1997: Tre på toppen
- 1999: Olsenbandens siste stikk

## Fernsehauftritte
- 1997: Tre på toppen (Fernsehserie)
- 1993: Mot i brøstet (Serie, 2. Folgen)
- 1992: Dødelig kjemi (Fernsehserie)
- 1988: Borgen skole (Fernsehserie)
- 1984: Fra regnormenes liv (Fernsehtheater, Fjernsynsteater)
- 1977: Solospill (Fernsehserie)

## Radiotheater
- 1975: Gjengjeldelsen (Sven Skårmann)
- 1975: Millionærdatter Kidnappet (Fullmektig Olsen)
- 1976: Adrian Posepilt (Gullsmed Herman Bauer)
- 1977: Hunden fra Baskerville (Mr. Stapleton)
- 1979: Fallet (Phillip Marlowe)
- 1982: Vertshuset Jamaica (Francis Davey)
- 1983: Mannen med Mitt Ansikt (James Peace)
- 1983: Den Fordømtes Villa (Septimus Goodlow)
- 1984: Hva Skal vi Gjøre med Penny? (Rupert)
- 1984: Storhertuginnen av Storsalen (Generalkonsul Bjerkebekk)
- 1984: Den Store Søvnen (Phillip Marlowe)
- 1987: Lev Farlig (Dr. Felix Hahn)
- 1989: Ekko fra Glemte Graver (Eddie)
- 1991: Kvinnen i Sjøen (Phillip Marlowe)